# Derolus hoelzeli
Derolus hoelzeli là một loài bọ cánh cứng trong họ Cerambycidae.